# Boris Pandža
Boris Pandža (Mostar (Bosnië en Herzegovina), 15 december 1986) is een Bosnisch-Kroatisch profvoetballer die als verdediger speelt.
Van 2010 tot 2013 kwam hij uit voor KV Mechelen. In september 2013 tekende hij bij Górnik Zabrze uit Polen. Eén jaar later verbrak Pandža het contract met de club uit Zabrze.

## Internationale carrière
Bij het Bosnië en Herzegovina onder 21 speelde Pandža samen met spelers als Edin Džeko, Vedad Ibišević en Sejad Salihović. Hij ontving zijn eerste A-cap in de wedstrijd tegen Noorwegen op 18 maart 2007. Hij werd sindsdien regelmatig opgeroepen voor de nationale ploeg, maar hij haalt zelden de eerste ploeg. Pandža werd niet opgeroepen door bondscoach Safet Sušić voor het wereldkampioenschap in Brazilië.

### Ophef
In een interview met de Kroatische krant Sportske Novosti uitte de Bosnische Kroaat kritiek op de selectie van de bondscoach en de bondscoach zelf. De nationale ploeg van Bosnië en Herzegovina bestaat al vele jaren voornamelijk uit Bosniakken en Pandža vond het onterecht dat de bondscoach maar één Kroatische speler meenam naar Brazilië. Volgens Pandža zijn er veel getalenteerde Kroatische spelers in Bosnië en Herzegovina, die een oproep verdienen. Sušić verklaarde later dat Pandža waarschijnlijk gesuspendeerd zal worden en gerechtelijk vervolgd zal worden voor zijn uitspraken. Op 5 september 2014 kondigde Pandža aan, zijn interlandcarrière te beëindigen.

## Statistieken
| Seizoen         | Club             | Competitie                 | Competitie | Competitie | Play-offs | Play-offs | Beker | Beker | Europa | Europa | Totaal | Totaal |
| Seizoen         | Club             | Competitie                 | Wed.       | Dlp.       | Wed.      | Dlp.      | Wed.  | Dlp.  | Wed.   | Dlp.   | Wed.   | Dlp.   |
| --------------- | ---------------- | -------------------------- | ---------- | ---------- | --------- | --------- | ----- | ----- | ------ | ------ | ------ | ------ |
| 2004-05         | NK Široki Brijeg | Premijer Liga              | 1          | 0          | —         | —         | 0     | 0     | 0      | 0      | 1      | 0      |
| 2005-06         | NK Široki Brijeg | Premijer Liga              | 9          | 0          | —         | —         | 0     | 0     | 0      | 0      | 9      | 0      |
| 2006-07         | NK Široki Brijeg | Premijer Liga              | 13         | 2          | —         | —         | 0     | 0     | 4      | 0      | 17     | 2      |
| 2006-07         | HNK Hajduk Split | 1. Hrvatska Nogometna Liga | 8          | 0          | —         | —         | 0     | 0     | 0      | 0      | 8      | 0      |
| 2007-08         | HNK Hajduk Split | 1. Hrvatska Nogometna Liga | 10         | 0          | —         | —         | 0     | 0     | 0      | 0      | 10     | 0      |
| 2008-09         | HNK Hajduk Split | 1. Hrvatska Nogometna Liga | 24         | 1          | —         | —         | 0     | 0     | 0      | 0      | 24     | 1      |
| 2009-10         | HNK Hajduk Split | 1. Hrvatska Nogometna Liga | 19         | 1          | —         | —         | 0     | 0     | 2      | 0      | 21     | 1      |
| 2010-11         | KV Mechelen      | Jupiler Pro League         | 29         | 3          | 5         | 0         | 3     | 1     | —      | —      | 37     | 4      |
| 2011-12         | KV Mechelen      | Jupiler Pro League         | 26         | 2          | 4         | 0         | 1     | 0     | —      | —      | 31     | 2      |
| 2012-13         | KV Mechelen      | Jupiler Pro League         | 2          | 0          | 2         | 0         | 0     | 0     | —      | —      | 4      | 0      |
| 2013-14         | Górnik Zabrze    | Ekstraklasa                | 11         | 0          | —         | —         | 2     | 0     | —      | —      | 13     | 0      |
| 2014-15         | NK Široki Brijeg | Premijer Liga              | 17         | 2          | —         | —         | 2     | 0     | 0      | 0      | 19     | 2      |
| 2015-16         | NK Široki Brijeg | Premijer Liga              | 9          | 2          | —         | —         | 1     | 1     | 0      | 0      | 10     | 3      |
| 2016-17         | NK Široki Brijeg | Premijer Liga              | 17         | 1          | —         | —         | 6     | 1     | 2      | 0      | 25     | 2      |
| 2017-18         | NK Čelik Zenica  | Premijer Liga              | 13         | 0          | —         | —         | 0     | 0     | 0      | 0      | 13     | 0      |
| 2018-19         | HNK Šibenik      | 2. HNL                     | 22         | 2          | —         | —         | 2     | 0     | 0      | 0      | 24     | 2      |
| 2019-20         | HNK Šibenik      | 2. HNL                     | 14         | 0          | —         | —         | 1     | 0     | 0      | 0      | 15     | 0      |
| 2020-21         | HNK Šibenik      | 1. HNL                     | 11         | 0          | —         | —         | 0     | 0     | 0      | 0      | 11     | 0      |
| Carrière totaal | Carrière totaal  | Carrière totaal            | 255        | 16         | 11        | 0         | 18    | 3     | 8      | 0      | 292    | 19     |